# Tavignano
Le Tavignano - en corse : Tavignani- est un fleuve côtier français de l'île de Corse (département de la Haute-Corse), qui se jette dans la mer Tyrrhénienne.

## Géographie

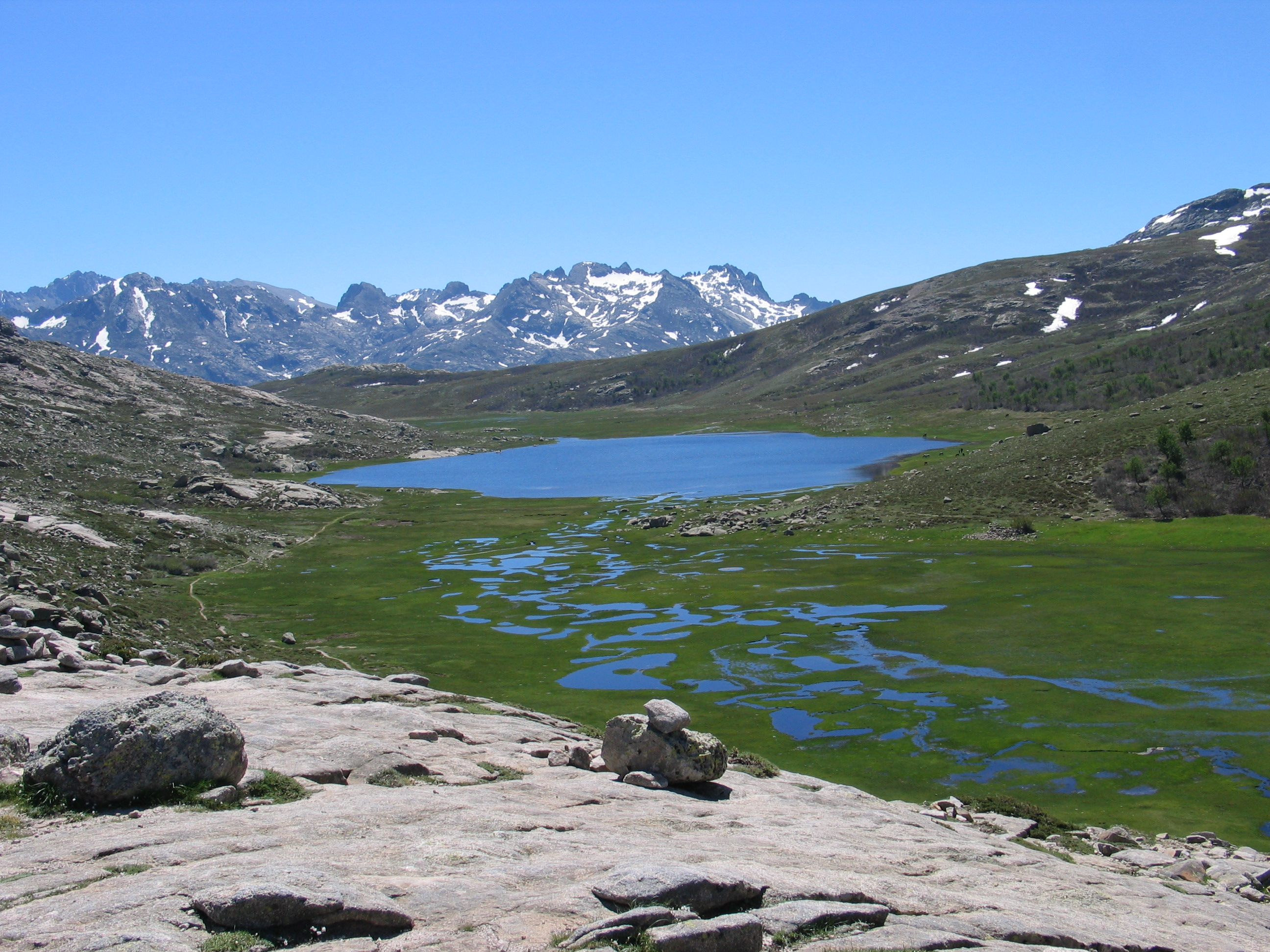
Le lac de Nino, lieu de naissance du Tavignano.

Le Tavignano, plus long fleuve de Corse après le Golo avec 88,7 km, naît au-dessus du lac de Nino à 1 743 mètres d'altitude, à la limite entre les communes de Corte et Casamaccioli, à moins de deux kilomètres du Punta Artica (2 327 m) et au sud des sources et de la vallée du Golo.
Il coule globalement de l'ouest vers l'est.
Il se jette dans la mer Tyrrhénienne au sud de la plage de Padulone par un petit estuaire qui prolonge un marais, tout près d'Aléria sur la côte orientale de l'île.
Les fleuves côtiers voisins sont au nord la Bravona et au sud le Fiumorbo.

### Communes et cantons traversés
Dans le seul département de la Haute-Corse, le Tavignano traverse ou longe seize communes, et six cantons :
- dans le sens amont vers aval : Corte (source), Casamaccioli, Santa-Lucia-di-Mercurio, Poggio-di-Venaco, Riventosa, Santo-Pietro-di-Venaco, Venaco, Erbajolo, Noceta, Focicchia, Altiani, Piedicorte-di-Gaggio, Giuncaggio, Antisanti, Pancheraccia, Aléria.

Soit en termes de cantons, le Tavignano prend sa source dans le canton de Corte, traverse les canton de Niolu-Omessa, canton de Bustanico, canton de Venaco, canton de Vezzani, et a son embouchure dans le canton de Moïta-Verde.

### Bassin versant
En synthèse sur la population du bassin versant, les vingt-trois communes traversées par le Tavignano, totalisent 12 749 habitants, sur une superficie de 810 km2 pour une densité de 15,7 hab./km2 à 643 m d'altitude moyenne.

### Organisme gestionnaire
L'organisme gestionnaire est le Comité de bassin de Corse, depuis la loi corse du 22 janvier 2002.

## Affluents
Le Tavignano a soixante-quatorze affluents référencés dont :
- la Restonica (rd[note 2]) 18,1 km[7], sur deux communes avec quinze affluents, dont il reçoit les eaux à Corte ;
- le Vecchio (rd) 24,1 km[8], sur neuf communes avec dix-huit affluents, qui conflue un peu en aval de Venaco ;
- le Tagnone (rd) 35,1 km[9], sur sept communes avec dix-sept affluents, qui conflue en amont d'Aléria ;
- le Corsiglièse (rg) 24,3 km sur huit communes avec dix-neuf affluents ;
- de très nombreux ruisseaux se jettent également dans le fleuve.

### Rang du Strahler
Le rang de Strahler est de cinq.

## Hydrologie

### Le Tavignano à Antisanti
Le débit du Tavignano a été observé pendant une période de quarante ans (1973-2012), à Antisanti (pont du Fajo), localité du département de la Haute-Corse, située à quelque 18 kilomètres de son embouchure dans la mer Tyrrhénienne. Le bassin versant du fleuve y est de 573 km2, soit 83 % de la totalité de celui-ci qui a 693 km2.
Le module du fleuve à Antisanti est de 11,7 m3/s.
Le Tavignano présente des fluctuations saisonnières de débit assez importantes, avec des hautes eaux d'hiver et de printemps caractérisées par des débits mensuels moyens allant de 13,9 à 19,4 m3/s, de décembre à mai inclus (maxima en décembre, février et avril - minimum en mars). Les basses eaux surviennent en été, de juillet à septembre, et entraînent une baisse du débit moyen mensuel allant jusqu'à 1,27 m3/s au mois d'août, ce qui reste cependant assez consistant.

### Étiage ou basses eaux
Le VCN3 peut chuter jusque 0,190 m3/s, en cas de période quinquennale sèche, soit 190 litres par seconde, ce qui peut être qualifié d'étiage sévère.

### Crues
D'autre part les crues peuvent être extrêmement importantes. Les QIX 2 et QIX 5 valent respectivement 920 et 1 700 m3/s (soit le débit moyen du Rhône en fin de course). Le QIX 10 vaut 2 200 m3/s, tandis que le QIX 20 se monte à 2 700 m3/s et le QIX 50 à 3 300 m3/s. Ce sont là des débits de crue hors normes, et seulement comparables en France aux crues des cours d'eau cévenols (Ardèche notamment).

#### Maximums connus
Le débit instantané maximal enregistré à Antisanti a été de 4 960 m3/s le 1er octobre 1976 (soit plus des trois quarts du débit moyen du Danube en fin de parcours, fleuve dont le bassin est 1 300 fois plus vaste...), tandis que la valeur journalière maximale était de 1 640 m3/s le 26 octobre 1976 de la même année - année de grande et mémorable sècheresse sur la plus grande partie de la France. En comparant le premier de ces chiffres aux valeurs des différents QIX de la rivière, il apparaît que cette crue était bien plus que cinquantennale, sans doute centennale ou plus encore, et dans tous les cas très exceptionnelle.
De la même façon, la hauteur maximale instantanée observée a été de 696 cm le 6 novembre 2000.

### Lame d'eau et débit spécifique
La lame d'eau écoulée dans le bassin du Tavignano est de 646 millimètres annuellement, ce qui est très élevé, valant plus ou moins deux fois la moyenne d'ensemble de la France tous bassins confondus, et nettement supérieur aussi au bassin versant du Golo (482 millimètres annuellement). Le débit spécifique (ou Qsp) se monte dès lors à un solide 20,4 litres par seconde et par kilomètre carré de bassin.

## Aménagements et écologie
Le Tavignano est un lieu de randonnée, bien connu pour ses gorges, décrites avec poésie par le narrateur du roman Le Saut oblique de la truite, de Jérôme Magnier-Moreno . Le jeune homme y pêche et dort au refuge de la Sega, l'occasion, ainsi que l'écrit Carole Guelfucci , "de descriptions des magnifiques paysages corses et d'une balade en osmose avec la nature."

### Écologie
La basse vallée du Tavignano est un site Natura 2000 et une ZNIEFF940004087.